# Публий Корнелий Лентул Сура
Вижте пояснителната страница за други личности с името Публий Корнелий Лентул.
Публий Корнелий Лентул Сура (на латински: Publius Cornelius Lentulus Sura; † 5 декември 63 пр.н.е.) e политик на късната Римска република и от главните участници в заговора на Катилина. Произлиза от клон Лентул на фамилията Корнелии.
Лентул Сура е през 81 пр.н.е. квестор при Сула, 75 пр.н.е. претор, след това е пропретор на провинция Сицилия. През 71 пр.н.е. е избран за консул заедно с Гней Алфидий Орест. След една година, през 70 пр.н.е. е изгонен от сената заради разпуснат живот. Въпреки това го избират отново за претор през 63 пр.н.е.
Лентул Сура участва активно в Катилинския заговор и затова е екзекутиран, когато е още претор.
Той е вторият съпруг на Юлия Антония и става доведен баща на Марк Антоний.